# Baktun
Một baktun (cách phiên âm đúng là b'ak'tun, thuật ngữ của người Maya) là bao gồm 20 chu kỳ katun trong Lịch Đếm Ngày Dài cổ của người Maya. Loại lịch này có 144.000 ngày hay 400 tun hoặc gần 400 năm nhiệt đới. Các giai đoạn cổ của nền văn minh Maya đã diễn ra trong suốt 8 và 9 baktuns trong chu kỳ. Hiện tai baktun (thứ 13) sẽ kết thúc vào 13.0.0.0.0 (ngày 21 tháng 12 năm 2012, tính theo giờ GMT). Điều này cũng đồng nghĩa với việc đánh dấu một baktun mới thứ 14, qua một thời kỳ chấm dứt giai đoạn của người Maya.
Một nhà khảo cổ người Anh cũng là nhà nghiên cứu văn khắc của người Maya J. Eric S. Thompson cho rằng 9.15.10.0.0 trong Lịch Long Count là vào baktun thứ 9, các nhà khoa học hiện nay chắc chắn rằng điều này là hoàn toàn sai, giống như là nói năm 2009 trong thiên niên kỷ thứ 2. Tuy nhiên, như vậy ngành nghiên cứu văn khắc Maya và ngành nghiên cứu khác về Maya đã có nhiều sự thay đổi và có thể gây ra một thiệt hại lớn, sẽ tồn tại mãi mãi.